# 包安明
包安明（1967年8月—），男，汉族，甘肃人，中国资源环境遥感专家，中国科学院新疆生态与地理研究所研究员，享受国务院政府特殊津贴专家，中国民主促进会中央委员会常务委员，第十三届全国政协委员。